# 後藤和彦 (メディア研究)
後藤 和彦（ごとう かずひこ、1929年7月12日 - 2016年1月3日）は、日本のマスメディア研究者、常磐大学名誉教授。

## 来歴
東京生まれ。1953年東京大学文学部卒業、NHK入局。制作現場を経て、放送文化調査研究所研究部長など。83年退職、常磐大学教授。2002年定年退職、名誉教授。ダニエル・J・ブーアスティン『幻影の時代』の翻訳、マクルーハンの紹介などで知られる。

## 著書
- 『放送編成・制作論』岩崎放送出版社 (放懇シリーズ)1967
- 『イメージをイメージする』誠文堂新光社(プレーンブックス)1969
- 『現代生活と文明の認識』研究社出版(研究社叢書) 1971
- 『ファッショナブルな風景』紀伊国屋書店 (カプセル叢書)1978
- 『「地方の時代」映像祭』（編）日本評論社 1981

### 翻訳
- R.S.グリーン『テレビ台本作法』ダヴィッド社 1958
- ダニエル・J・ブーアスティン『幻影の時代 マスコミが製造する事実』星野郁美共訳 東京創元社(現代社会科学叢書)1964
- マーシャル・マクルーハン『人間拡張の原理』高儀進共訳 竹内書店 1967
- マクルーハン,エドマンド・カーペンター編著『マクルーハン入門 コミュニケーションの新しい探求』大前正臣共訳 サイマル出版会(サイマル双書) 1967 「マクルーハン理論」平凡社ライブラリー
- ハリー・W.マクマハン『広告の力学』誠文堂新光社 1970
- D.J.ブーアスティン『過剰化社会 豊かさへの不満』東京創元社(現代社会科学叢書)1980
- ジェームズ・マーチン（英語版）『テレコム The Wired Society』日本ブリタニカ 1980
- M.マコビー『指導者 いま、何が求められるのか』ダイヤモンド社 1982

## 参考
- 訳書略歴[要文献特定詳細情報]